# BRP Iwak
Le BRP Iwak (LC-289) est une péniche de débarquement lourde de la marine philippine. De 1972 à 2012, elle a servi dans la Royal Australian Navy sous le nom de HMAS Wewak. Elle a été désarmée en décembre 2012 et a été stockée jusqu’à ce qu’elle soit vendue par le gouvernement australien à la marine philippine, pour aider à améliorer les capacités du pays en matière d’aide humanitaire et de secours en cas de catastrophe.
Avant d’être mis en service par la marine philippine, le navire, ainsi que les anciens HMAS Betano et HMAS Balikpapan, ont subi des travaux de rénovation, de radoub et d’entretien à Cebu pendant quelques mois.
Le navire a été mis en service par la marine philippine le 1er juin 2016 à Manille, avec 2 autres sister-ships et un nouveau Landing Platform Dock.
Selon les conventions de nommage de la marine philippine, le BRP Iwak et ses navires jumeaux, les péniches de débarquement lourdes de classe Balikpapan BRP Agta (ex-HMAS Balikpapan), BRP Waray (LC-288), BRP Batak (LC-299, ex-HMAS Tarakan) et BRP Ivatan (LC-298, ex-HMAS Brunei), ont tous été nommés d’après des peuples autochtones des Philippines,.
Le 1er décembre 2017, le BRP Iwak a secouru un navire en détresse dans les environs de l’île de Baluk-Baluk, province de Basilan. Le 1er décembre 2017 vers 19 h 20, les forces navales de l’ouest de Mindanao (NFWM) ont reçu le signalement d’un navire en détresse. Par l’intermédiaire de la Force opérationnelle navale 61, les NFWM ont ordonné au LC-289 de se mettre immédiatement en route vers la position dudit navire afin d’évaluer la situation et d’apporter l’assistance nécessaire. Le LC-289 a immédiatement quitté l’embarcadère Ensign Majini sur la base navale Romulo Espaldon, à Calarian, ville de Zamboanga. En route, le LC-289, commandé par le capitaine de frégate Homer D. Gonzalez, PN (GSC) a établi la communication avec le navire en détresse. Celui-ci s’est identifié comme le M/L Fatimah Devie, avec un capitaine, sept membres d’équipage et 59 passagers. Le M/L Fatimah Devie se dirigeait vers la ville de Zamboanga depuis le port de Taganak lorsque le gouvernail s’est cassé. À 22 h 20, le navire a été secouru par le LC-289 et a été remorqué depuis l’île de Malamaui, province de Basilan. Il est arrivé le 2 décembre vers 1 h 38 du matin à Baliwasan, dans la ville de Zamboanga,.
En décembre 2021, le BRP Iwak et son navire-jumeau le BRP Ivatan ont fait partie des 19 navires de la marine philippine qui ont été déployés dans les zones dévastées par le typhon Odette. Les deux navires sont capables d’effectuer des débarquements sur les plages, une capacité essentielle pertinente pour une nation archipel comme les Philippines. Le BRP Iwak est arrivé dans l’après-midi du 22 décembre à Dapa, sur l’île de Siargao. Il a apporté avec lui des fournitures de secours pour les communautés gravement touchées par Odette, dont 7800 litres d’eau en bouteille, 142 conteneurs d’eau de 5 gallons et quatre boîtes d’eau en bouteille, 50 sacs de riz, 130 pièces d’eau en bouteille et d’autres articles de secours regroupés par différentes unités de la flotte philippine, organisations non gouvernementales (ONG) et parties prenantes privées. En janvier 2022, le BRP Iwak a continué à mener des opérations d’aide humanitaire et de secours en cas de catastrophe (HADR) dans la province de Surigao du Nord et les îles Dinagat, durement touchées par le typhon Odette. Grâce à des dons de divers groupes à Manille, 50 sacs de riz et 142 récipients d’eau de 5 gallons et de l’eau en bouteille ont été transportés par le navire.
En octobre 2023, le BRP Iwak a mené une autre mission humanitaire en réponse au typhon Egay. Il a transporté trois unités d’équipement lourd et 700 colis alimentaires à Linapacan, ainsi que 1000 colis alimentaires supplémentaires livrés à Coron, dans le cadre d’une mission visant à fournir une aide essentielle aux municipalités isolées du nord de Palawan. Le Commandement de l’Ouest (Wescom) a déclaré que l’opération souligne l’engagement du gouvernement à atteindre et à soutenir les zones reculées de Palawan.